# Macarena Teke
Macarena Loreto Teke Gómez (Santiago, 14 de julio de 1979) es una actriz chilena de teatro, cine y televisión. Conocida por sus papeles en las películas La sagrada familia y Normal con alas, y en las series Machos y Volver a mí.

## Biografía
Macarena Teke estudió en el colegio Saint George's College e hizo sus estudios de teatro en la Universidad de Chile.
En televisión trabajó en las teleseries Machos Vivir con 10 y Verdades ocultas.
En el cine sus trabajos más importantes fueron sus personajes: Rita, una muda selectiva que aparece en la película La Sagrada Familia, de Sebastián Campos y Maida Lopetegui en la película Normal con alas.
En 2010 fue protagonista de la miniserie Volver a mí, y en 2013 vuelve a las teleseries y debuta en TVN con su papel de Filomena Gutiérrez en El regreso.
Es prima de la guionista Coca Gómez, y desde el año 2004 es pareja del actor Néstor Cantillana con quien tiene dos hijos: Lautaro (nacido en 2008) y Santiago (nacido en 2011).

## Filmografía

### Cine
| Cine | Cine                                | Cine                  | Cine |
| Año  | Película                            | Rol                   |      |
| ---- | ----------------------------------- | --------------------- | ---- |
| 2002 | Fragmentos urbanos                  | Alicia                |      |
| 2002 | Sábado, una película en tiempo real | ¿?                    |      |
| 2004 | La sagrada familia                  | Rita                  |      |
| 2005 | Como un avión estrellado            | Empleada de drugstore |      |
| 2007 | Normal con alas                     | Maida Lopetegui       |      |

### Telenovelas
| Teleseries | Teleseries       | Teleseries                    | Teleseries  | Teleseries |
| Año        | Teleserie        | Rol                           | Canal       |            |
| ---------- | ---------------- | ----------------------------- | ----------- | ---------- |
| 2003       | Machos           | Manuela Silva                 | Canal 13    |            |
| 2007       | Vivir con 10     | Almendra                      | Chilevisión |            |
| 2013       | El regreso       | Filomena "Filito" Gutiérrez   | TVN         |            |
| 2014       | Las 2 Carolinas  | Claudia Salazar / Pamela Soto | Chilevisión |            |
| 2014       | Caleta del sol   | Sandra Montecinos             | TVN         |            |
| 2017-2018  | Verdades Ocultas | Nadia Retamales               | Mega        |            |

### Series de televisión
| Series | Series                     | Series           | Series   | Series |
| Año    | Series                     | Rol              | Canal    |        |
| ------ | -------------------------- | ---------------- | -------- | ------ |
| 2007   | La recta provincia         | Mala Noche       | TVN      |        |
| 2010   | Volver a mí                | María Lara López | Canal 13 |        |
| 2021   | 62: Historia de un mundial | Quena Oportot    | TVN      |        |

## Teatro
| Año  | Obra                    | Autor             | Director           | Teatro                 |
| ---- | ----------------------- | ----------------- | ------------------ | ---------------------- |
| 2007 | Sueño con Revólver      | Lola Arias        | Néstor Cantillana  | Teatro del Puente      |
| 2008 | Mi joven corazón idiota | Anja Hilling      | Francisca Bernardi | Centro Cultural Amanda |
| 2009 | La señorita Julia       | August Strindberg | Igor Cantillana    | Teatro Antonio Varas   |
| 2009 | Striptease              | Lola Arias        | Paula Bravo        | Teatro del Puente      |
| 2014 | Delirio                 | Falk Richter      | Heidrun Breier     | Goethe-Institut        |

## Otros proyectos
- Videoclip (2005): «Siempre» de Marciano feat. Nicole. Junto con Néstor Cantillana, dirigido por Sebastián Lelio.
- Documental (2006) : "Ensayo" de Oscar Raby y Antonia Rossi. Junto con Néstor Cantillana y María José Parga.
- Cortometraje (2008): "Zolben" vídeo contra la prohibición de la "píldora del día después". Junto con Néstor Cantillana, dirigido por Antonia Hernández y Javier Pañella.[4]